# Jack Lisowski
Jack Lisowski (Cheltenham, 25 giugno 1991) è un giocatore di snooker inglese.

## Carriera
Diventato professionista nel 2010, è arrivato primo nella classifica PIOS 2009/2010.
Negli anni successivi non è mai riuscito a raggiungere risultati importanti salvo diversi quarti di finale.
Compie il saltò di qualità nella stagione 2018-2019 dove perde la finale del Riga Masters, primo torneo della stagione contro Neil Robertson. Arriva in semifinale all'International Championship e nuovamente contro l'australiano perde la finale del China Open. In precedenza era anche riuscito ad arrivare in finale alla Championship League perdendo però, contro Martin Gould, potendosi ritenere soddisfatto per aver guadagnato 15 posizioni nel Ranking dopo essere partito 26°.
Dopo un inizio di stagione non felicissimo, Lisowski arriva in finale allo Scottish Open perdendo 9-6 contro Mark Selby.

## Vita privata
Nel 2008 gli viene diagnosticato il linfoma di Hodgkin. Lisowski ha dichiarato durante un'intervista di non sapere le origini del suo cognome ma detto di avere un nonno ucraino, anche se ha comunque voglia di approfondire le sue origini.
Ha dei buoni rapporti con Judd Trump con cui si allena molto spesso a Romford.
Nel 2015 ha sposato Jamie Livingston.

## Ranking[9]
| Stagione  | Ranking iniziale | Ranking finale |
| --------- | ---------------- | -------------- |
| 2010-2011 | Non classificato | 52             |
| 2011-2012 | 52               | 40             |
| 2012-2013 | 40               | 35             |
| 2013-2014 | 35               | 41             |
| 2014-2015 | 42               | 53             |
| 2015-2016 | 53               | 39             |
| 2016-2017 | 39               | 54             |
| 2017-2018 | 54               | 26             |
| 2018-2019 | 26               | 11             |
| 2019-2020 | 11               | 14             |
| 2020-2021 | 14               | 14             |
| 2021-2022 | 14               |                |

### Maximum breaks: 1[10]
| N° | Anno | Competizione                   | Avversario | Note   |
| -- | ---- | ------------------------------ | ---------- | ------ |
| 1  | 2012 | UK Championship Qualificazioni | Chen Zhe   | [ 11 ] |

## Finali perse

### Titoli Non-Ranking: 1
| Titoli Ranking   | Titoli Ranking | Titoli Ranking | Titoli Ranking |
| ---------------- | -------------- | -------------- | -------------- |
| Competizione     | Anno           | Avversario     | Note           |
| Riga Masters     | 2018           | Neil Robertson | [ 3 ]          |
| China Open       | 2019           | Neil Robertson | [ 5 ]          |
| Scottish Open    | 2019           | Mark Selby     | [ 7 ]          |
| World Grand Prix | 2020 (2)       | Judd Trump     | [ 12 ]         |
| German Masters   | 2021           | Judd Trump     | [ 13 ]         |
| Gibraltar Open   | 2021           | Judd Trump     | [ 14 ]         |

| Titoli Non-Ranking  | Titoli Non-Ranking | Titoli Non-Ranking | Titoli Non-Ranking |
| ------------------- | ------------------ | ------------------ | ------------------ |
| Competizione        | Anno               | Avversario         | Note               |
| Championship League | 2019               | Martin Gould       | [ 6 ]              |

- Players Tour Championship: 2 (Evento 3 2010, Evento 1 2012)